# アルマデン
アルマデン(Almadén, スペイン語発音: [almaˈðen])は、スペイン・カスティーリャ＝ラ・マンチャ州シウダー・レアル県のムニシピオ（基礎自治体）。コマルカ（郡）としてはアルマデンの構成自治体のひとつである。標高は589mであり、首都マドリードから約300km南に位置する。2015年の人口は5,794人。アルマデンという名称はアラビア語のالمعدن（al-maʻdin, 「鉱山」）に由来する。

## 歴史

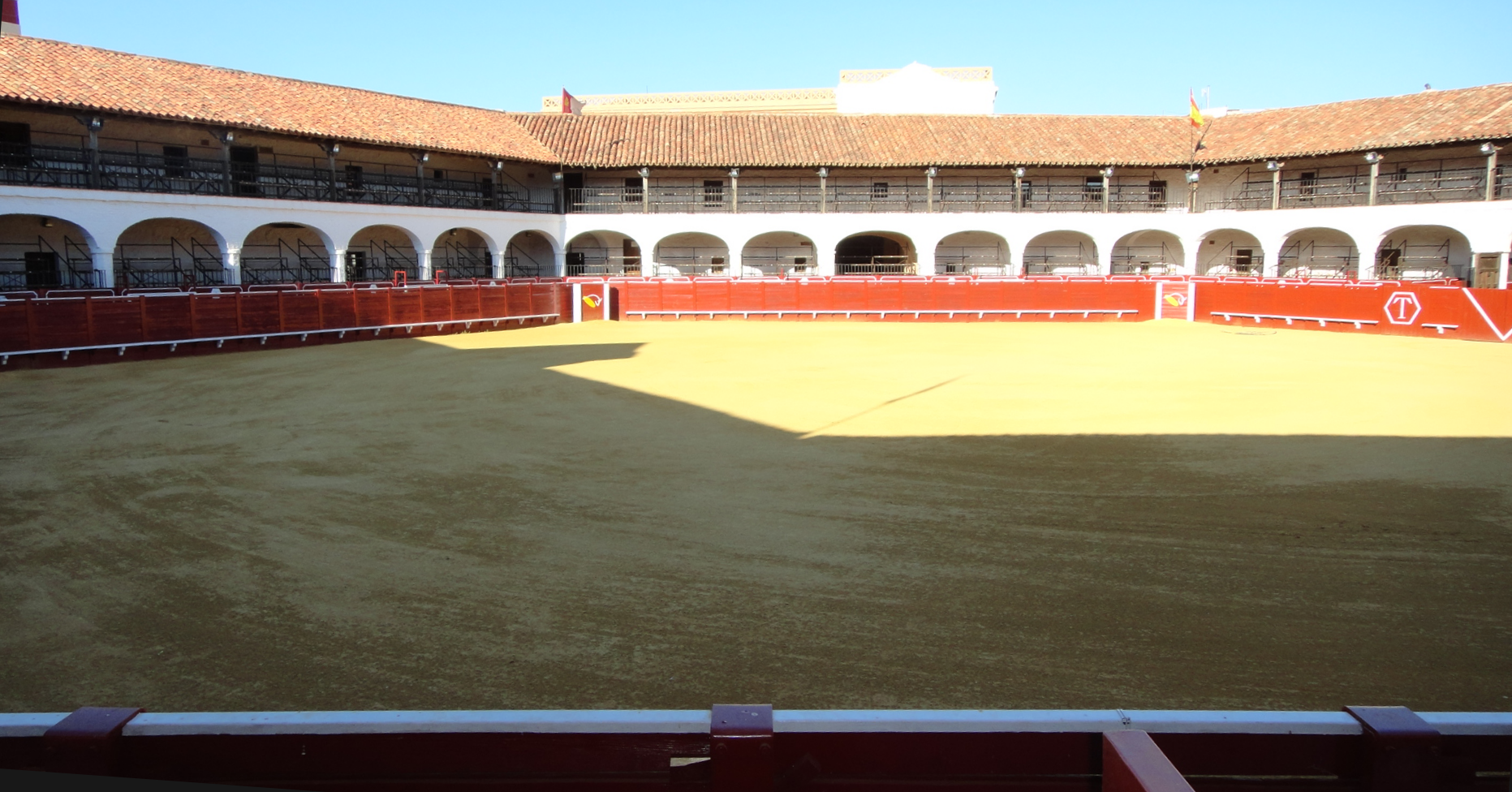
六角形のアルマデン闘牛場

アルマデンは古代ローマ人によって築かれた集落であり、その後イスラーム教徒が居住した。1151年にはキリスト教徒のアルフォンソ7世がこの地域を再征服（レコンキスタ）し、アルマデンに「町」の称号を授けた上でカラトラバ騎士団の騎士に与えた。
1752年から1765年にはアルマデン闘牛場が建設された。スペイン有数の歴史を持つ闘牛場であり、世界で唯一の六角形の闘牛場である。1755年から1773年にはサン・ラファエル王立鉱山病院が建設された。専門治療設備を持つスペイン初の病院のひとつであり、鉱山労働者に対して水銀中毒の治療を行った。今日の王立鉱山病院は鉱山博物館となっている。1979年にはアルマデン闘牛場が、1992年にはサン・ラファエル王立鉱山病院がスペイン政府によって重要文化財 (BIC)に登録された。
アルマデンの水銀鉱床は世界で生産される液体金属水銀の鉱床の中で最大であり、過去2,000年間に約25万トンの水銀が生産された。2012年にはスロベニアのイドリヤと共同で、鉱山や旧市街などが「水銀の遺産アルマデンとイドリヤ」として世界遺産（文化遺産）に登録された。

## アルマデン鉱山

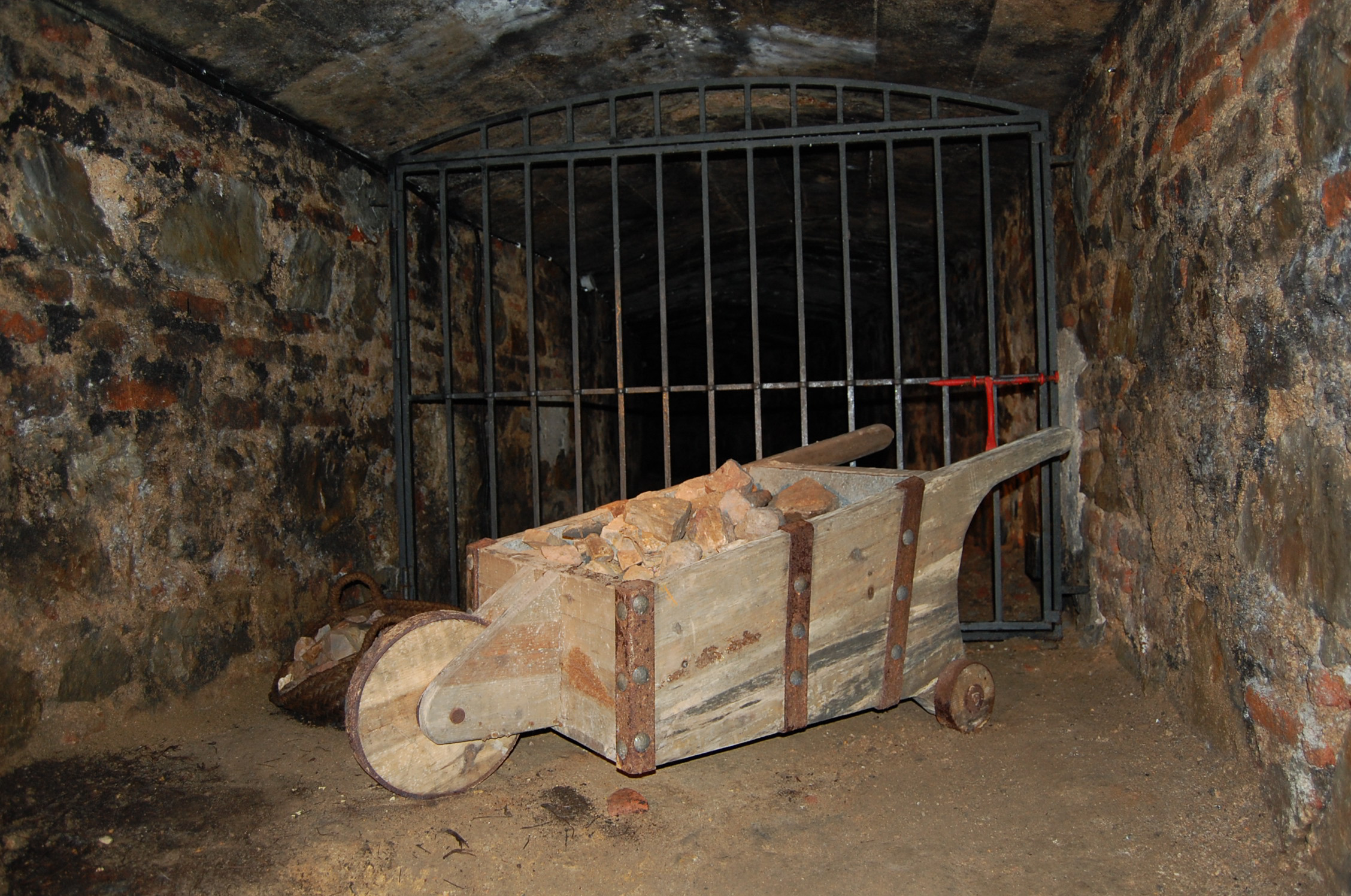
アルマデン鉱山の内部

アルマデン鉱山は、水銀から抽出された鉱物である硫化水銀の埋蔵量が世界最大である。硫化水銀を最初に使用したのは古代ローマ人であり、ローマ人は硫化水銀を顔料として使用した。後にこの鉱物は医学目的で使用されるようになり、またアラブ人の支配時代には錬金術に使用された。

### フッガー家時代
ドイツ・アウクスブルクのフッガー家が所有する銀行は、スペイン政府に対する融資の見返りに、16世紀と17世紀にアルマデンの鉱山を管理した。金鉱石や銀鉱石から金属を抽出する過程で水銀が必要となったため、16世紀半ばにはアメリカ大陸で水銀が価値あるものとなった。水銀の需要が増加し、鉱業や産業の中心地としてのアルマデンの町の重要性も増した。アメリカ大陸以外には、アンダルシア地方のセビリアに水銀が送られた。アルマデンの鉱山は危険な労働条件であり、フッガー家のために自発的に働く労働者を見つけることは困難だった。水銀の需要が増すにつれて、囚人労働の概念が提案された。

#### 囚人労働者

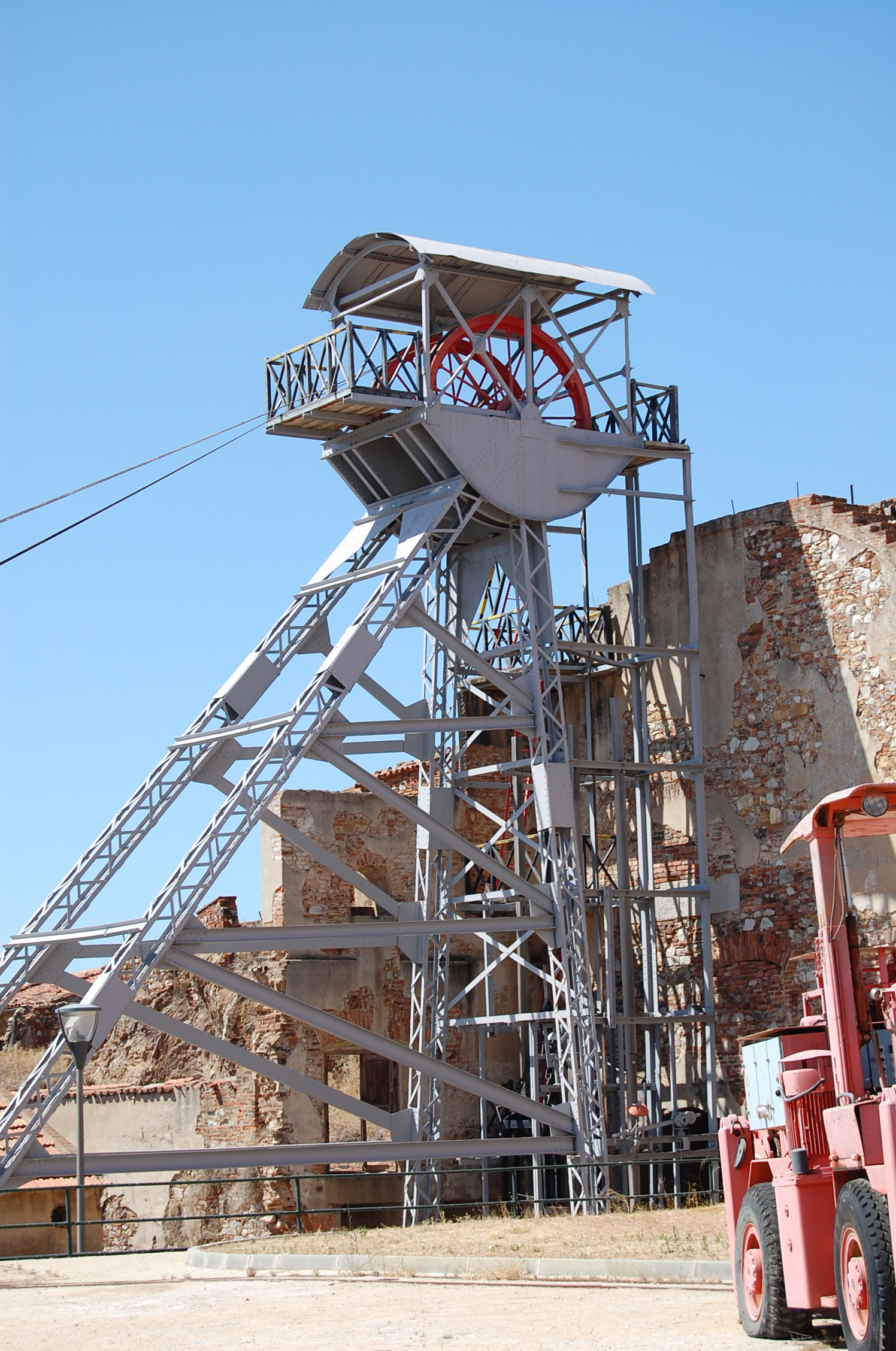
アルマデン鉱山で用いられていた巻き上げ櫓

1566年にフッガー家が生産割り当てを満たすことに失敗すると、スペイン王は30人の囚人を労働者としてアルマデンに送ることを承認し、1566年2月末に最初の囚人労働者がアルマデンに到着した。1583年にはアルマデン鉱山に送られる囚人労働者の数が40人に増加した。トレドの刑務所でガレー船での輸送を待つ犯罪者から囚人労働者が選ばれた。一般的には身体能力に恵まれた犯罪者が囚人労働者に選ばれた。殺人犯や死刑囚が選ばれることは稀だった。ガレー船をこぐ運命の奴隷は、アルマデンの囚人労働者よりも遥かに過酷な罰であると考えられていた。
1580年代にはスペイン王に不満を訴えた者がおり、1593年にはアルマデンの囚人の生活状況の調査が行われた。王室委員であり著作家のマテオ・アレマンが調査を実施し、主に囚人への聞き取り調査が行われた。囚人は一日に肉、パン、ワインの配給を受け、年間に1着のダブレット（男性用上着）、1着の半ズボン、1枚の靴下、2枚のシャツ、1足の靴、1着の頭巾が与えられた。診療所では医療を受けることができ、鉱山には薬屋があった。
このような状況にはあったが、水銀中毒による病気や死去の危険性は常に存在した。1566年から1593年までのあいだに、24%の囚人労働者が解放日までに死亡し、その死因は主に水銀中毒であった。ほぼすべての囚人は水銀の被曝による苦痛を経験した。一般的な症状には、体の各部分の深刻な痛み、手足の震え、正気の喪失などがあった。溶鉱炉で働いていた囚人労働者の多くは中毒で死亡した。
鉱山から水を汲みだす作業を担った囚人労働者もいた。この作業にあたった労働者は水銀の被曝の危険性を免れたが、日常的に極度の疲労に苦しめられた。一日に4人一組でバケツ300杯分の水をくみ出さねばならなかった。このノルマを達成できなかった組の労働者は鞭で打たれた。病気の囚人労働者がこの罰則を免除されることはなかった。
囚人労働者は鉱山で死去した仲間が適切に埋葬されることを望み、修道院長によって宗教的奉仕団体が設立され、修道院長は公務を行わせるために敬虔な囚人を選んだ。日曜日と宴会日にはミサが行われ、欠席した者には罰金が科された。

#### 奴隷労働者
フッガー家は奴隷所有者から北アフリカ人の奴隷を直接購入し、囚人労働者と一緒に作業させた。これらの奴隷は市場で購入するよりも遥かに安価であり、1613年までは、奴隷と囚人の比率は2対1で奴隷の比率が勝っていた。

### 国営時代

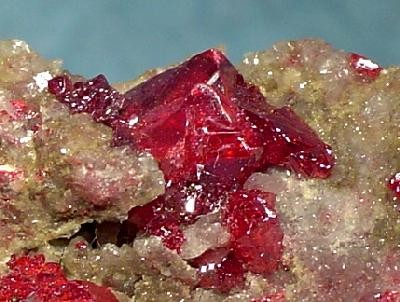
アルマデン産の硫化水銀

1645年にはフッガー家の採掘免許が取り消され、アルマデン鉱山は国家に引き継がれて国営鉱山となった。1749年の裁判所命令によって、すべての死刑囚はアルマデンに送られたが、鉱山は死刑囚すべてを収容することができず、1751年にはこの政令が廃止された。1775年には2度の悲惨な火災が発生し、囚人に罪がなすりつけられた。1777年7月14日にはカルロス3世の命で、スペイン初・世界4番目の鉱業学校であるアルマデン鉱物学・地下地理学学校が設置された。18世紀最後の四半期には、より安全な採掘技術が導入された。18世紀末までには奴隷労働者の大半が自由労働者に置き換えられた。

### ロスチャイルド家時代
第一次カルリスタ戦争中の1835年、アルマデンの鉱山は高額の費用を支払ったロスチャイルド銀行に無期限で賃貸借された。ロスチャイルド家が所有するロスチャイルド銀行は、かつてオーストリアからイドリヤ（現・スロベニア）の水銀鉱山を購入していた。こうしてロスチャイルド銀行は、アメリカ合衆国カリフォルニア州でニュー・アルマデン鉱山が発見されるまで、世界の水銀鉱山を独占した。
アルマデン鉱山の採掘量は拡張され、スペイン国家とロスチャイルド銀行の双方にかなりの利益をもたらした。1863年、スペイン政府はロスチャイルド銀行に対してアルマデン鉱山の返却を要求した。1916年には鉱山を運営するために特別協議会が設立され、新技術の導入と安全性の改善が行われた。

### 現代
スペイン内戦終結後の1941年には、82,000瓶もの水銀が生産された。水銀価格は1965年の571USドルをピークに、1976年には121USドルにまで下落し、経済計画を困難にした。1981年、スペイン政府は鉱山の運営を行うためにアルマデン・イ・アラジャネス鉱山会社を設立した。
2000年には需要減少に起因する国際市場での水銀価格の下落が理由でアルマデンの鉱山が閉鎖された。アルマデンは現在でも世界最大の水銀埋蔵量を誇っている。鉱山に関する博物館が建設され、16世紀から20世紀まで作業が行われていた場所の見学も行うことができる。

## 文献
- A. Hernández, M. Jébrak, P. Higueras, R. Oyarzun, D. Morata, J. Munhá (1999). “The Almadén mercury mining district, Spain”. Mineralium Deposita 34 (5–6):  539–548. doi:10.1007/s001260050219.